# Jævning (film)
Jævning er en dansk dokumentarfilm fra 1985, der er instrueret af Franco Invernizzi.

## Handling
BZ'ernes egen film om deres huse på Nørrebro, kommunens saneringspolitik og politiets rydninger: I 1982 var en del huse besat i den sorte firkant på Nørrebro. Sagen drejede sig om bolignød, Københavns Kommunes saneringspolitik, en verdensomspændende tilstand af krise og krige osv. I januar 1983 blev alle de besatte huse ryddet ved en stor politiaktion.
Dokumentarfilm om BZ-aktioner ved Allotria og Bazuka og politiets senere rydning af bygningerne.